# Francesco De Martino

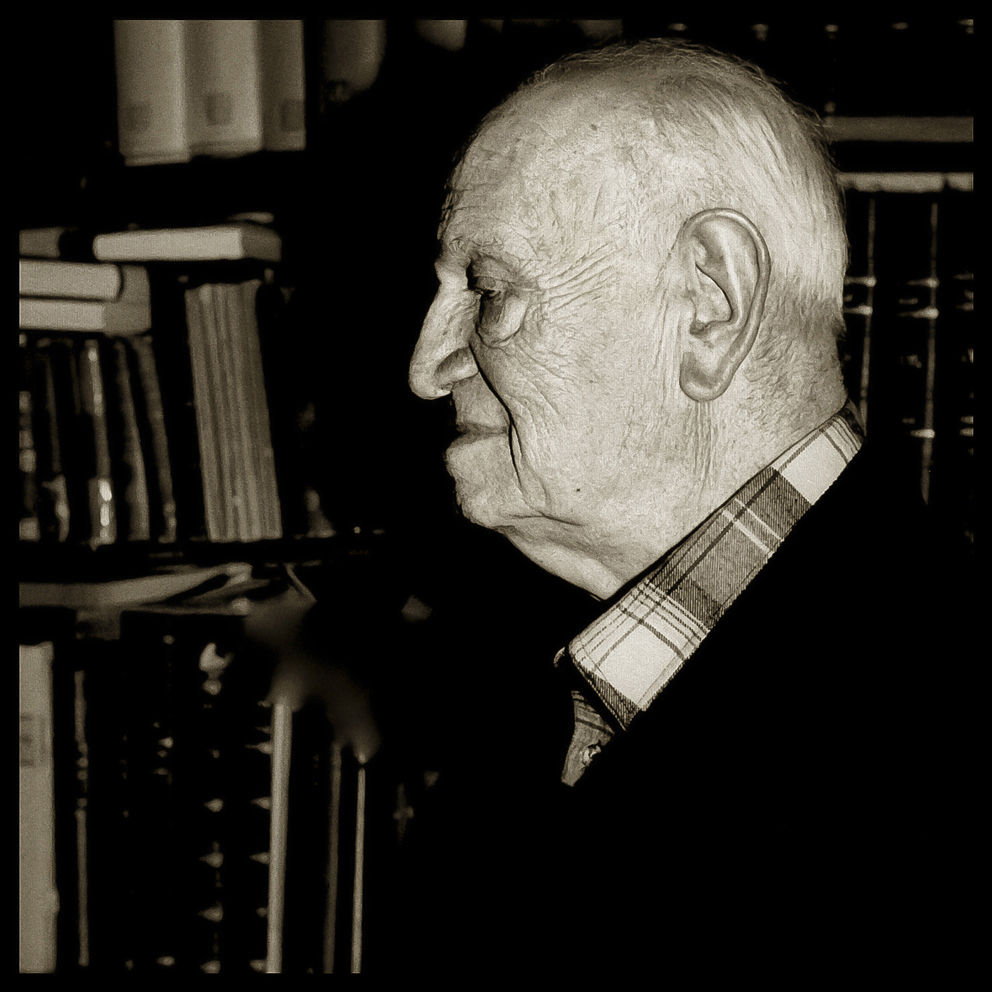
Francesco De Martino: Porträt – Augusto De Luca

Francesco De Martino (* 31. Mai 1907 in Neapel; † 18. November 2002 ebenda) war ein italienischer Jurist und Politiker. Zwischen 1963 und 1976 war er dreimal (1963–1968, 1969–1970, 1972–1976) Vorsitzender (segretario) des Partito Socialista Italiano (PSI).

## Werdegang
Francesco De Martino studierte in den 1920er Jahren an der Universität Neapel Federico II und beschäftigte sich mit römischer Rechts- und Wirtschaftsgeschichte. Bereits in dieser Zeit entwickelte er sozialistische Ansichten und forderte ein deutlicheres Eintreten der Linken gegen den Aufstieg der Faschisten. Während der faschistischen Herrschaft blieb er in Neapel.
1942 trat De Martino dem gemäßigt-sozialistischen Partito d’Azione bei, der nach Ende des Zweiten Weltkriegs im PSI aufging. Von 1943 bis 1983 war er durchgehend sozialistischer Abgeordneter in der Abgeordnetenkammer. Er blieb stets der Überzeugung, dass eine Bündelung aller linken Kräfte (unter Einschluss der Kommunisten) für eine effektive Regierung nötig war.
In den Regierungen von Mariano Rumor (1968–69, 1970) und Emilio Colombo (1970–1972) war De Martino stellvertretender Ministerpräsident (Vicepresidente del Consiglio dei Ministri). In den 1970ern kandidierte er zweimal für das Amt des Staatspräsidenten: 1971 erhielt er in den ersten Wahlgängen die meisten Stimmen, zog sich aber nach dem 21. Wahlgang zurück; 1978 erhielt er nur wenige Stimmen. (Er war 1992 noch einmal Kandidat, wieder mit wenigen Stimmen in mehreren Wahlgängen.) Er nahm seine akademische Karriere an der Universität Neapel wieder auf, wo er ordentlicher Professor für römisches Recht wurde.
De Martino wurde 1991 von Francesco Cossiga zum Senator auf Lebenszeit ernannt.

## Schriften
- Storia economica di Roma antica
  - deutsch: Wirtschaftsgeschichte des alten Rom, übersetzt von Brigitte Galsterer, Beck, München 1991, ISBN 3-406-30619-5